# Acmella alba
Acmella alba là một loài thực vật có hoa trong họ Cúc. Loài này được (L'Hér.) R.K.Jansen mô tả khoa học đầu tiên năm 1985.